# Eingemeindungen in die Stadt Nürnberg

Kleines Wappen der Stadt Nürnberg
Großes Wappen der Stadt Nürnberg

Das Stadtgebiet von Nürnberg umfasste vor 1825 eine Fläche von 160,84 ha. Ab 1825 wurden in die kreisfreie Stadt Nürnberg zahlreiche ehemals selbständige Gemeinden und Gemarkungen bzw. Teile hiervon eingegliedert und z. T. auch einige Gebiete ausgegliedert (siehe auch: Eingemeindung).
Es folgt die chronologische Auflistung der Eingemeindungen in die Stadt Nürnberg; nicht berücksichtigt sind Gebietsberichtigungen aufgrund von Neuvermessungen sowie Gebietsänderungen von weniger als 1 ha:

## 1825 bis 1945

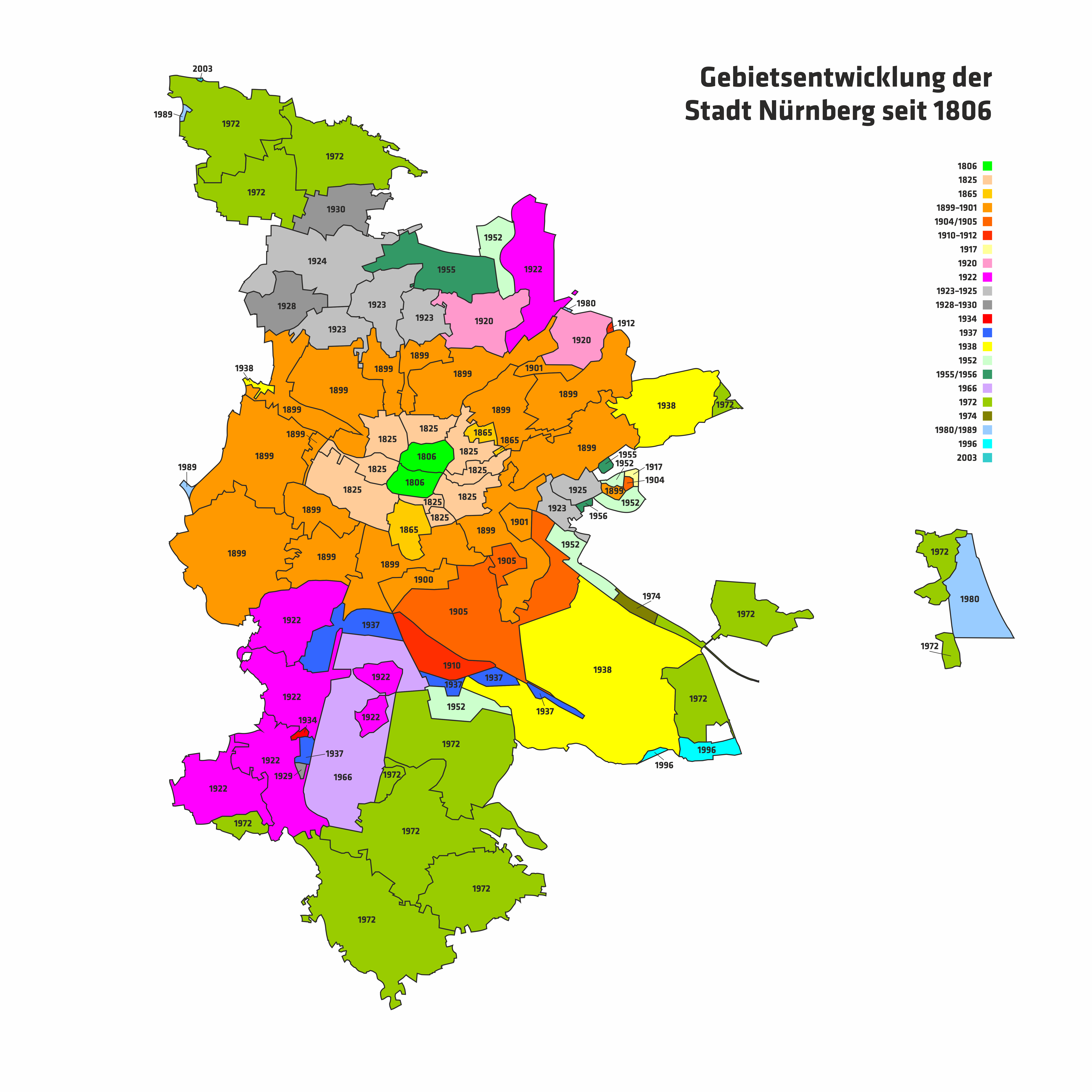
Gebietsentwicklung seit 1806

| Jahr              | Orte | Zuwachs in ha |
| ----------------- | --- | ------------- |
| 1. Oktober 1825   | Gostenhof, Wöhrd, Wöhrder Gärten, Gärten hinter der Veste, St. Johannis mit Großweidenmühle, Galgenhof und Teile von Gleißhammer, Steinbühl und Sündersbühl | 827,71        |
| 2. Dezember 1825  | Bleiweißgarten, Judenbühl | ca. 20        |
| 1. Januar 1865    | Gemeinde Steinbühl und Ortschaft Rennweg | 139,97        |
| 21. Juli 1881     | Teil der Gemeinde Sündersbühl | 3,0           |
| 1. Januar 1898    | Sündersbühl (Restteil mit St. Leonhard) | 166,6         |
| 1. Januar 1899    | Erlenstegen (mit den kleinen Ortschaften Schafhof, Spitalhof und Thumenberg), Großreuth hinter der Veste, Kleinreuth hinter der Veste, Mögeldorf, Schniegling, Schoppershof, Thon, Wetzendorf, Gleißhammer, Gibitzenhof, Großreuth bei Schweinau, Gebersdorf, Schweinau, von Höfen die Teile Eberhardshof, Gaismannshof, Höfen, Leyh und Muggenhof | 4.145,56      |
| 18. Mai 1900      | Exerzierplatz Gibitzenhof, MAN-Gelände u. a. | 78,18         |
| 7. Mai 1901       | Klingenwäldchen, Ludwigsfeld | 94,06         |
| 4. Februar 1904   | Wasserbehälter hinter dem Schmausenbuck | 7,79          |
| 1. August 1905    | Rangierbahnhof u. a. Gelände | 795,45        |
| 18. Juli 1910     | Neuer Südfriedhof | 144,41        |
| 20. Januar 1912   | Gelände der Schützengesellschaft nördl. Erlenstegen | 6,53          |
| 7. November 1917  | Wasserbehälter hinter dem Schmausenbuck | 8,53          |
| 1. August 1920    | Ziegelstein | 264,00        |
| 19. Dezember 1920 | Teil des Forstbezirks Erlenstegen | 166,72        |
| 15. Juni 1922     | Röthenbach bei Schweinau, Eibach mit Hinterhof, Maiach und Neuwerk, Reichelsdorf mit Gerasmühle, Koppenhof und Lohhof, von Deutenbach die Teile Mühlhof und Krottenbach | 1.358,52      |
| 22. Juli 1922     | Loher Moos und Buchenbühl | 355,65        |
| 1. November 1923  | Almoshof, Lohe, Schnepfenreuth, Zerzabelshof mit den Gemeindeteilen Valznerweiher und Zerzabelshof | 582,59        |
| 1. Mai 1924       | Buch | 466,55        |
| 26. August 1925   | Teil des Forstbezirks Zerzabelshof | 82,25         |
| 1. April 1928     | Höfles | 175,67        |
| 1. Januar 1929    | Teil des Forstbezirks Eibach | 8,72          |
| 1. Januar 1930    | Kraftshof | 201,35        |
| 1. Oktober 1934   | Teil des Forstbezirks Eibach | 5,29          |
| 1. April 1937     | Teile der Forstbezirke Eibach und Lichtenhof | 251,38        |
| 1. Januar 1938    | Teil des Forstbezirks Lichtenhof | 36,16         |
| 1. April 1938     | Gebietstausch mit Fürth | - 9,8         |
| 1. April 1938     | Laufamholz mit Hammer, Oberbürg und Unterbürg | 293,43        |
| 1. April 1939     | Langwasser (ehem. Parteitagsgelände) | 1.475,55      |
| 1. April 1942     | Teilgebiete von Fürth und dem Forstbezirk Eibach | 2,16          |

## 1945 bis heute
| Jahr            | Orte | Zuwachs in ha |
| --------------- | --- | ------------- |
| 1. Februar 1952 | Teilgebiete aus den Forstbezirken Zerzabelshof, Forsthof, Kraftshof und Eibach | 347,46        |
| 1. Juli 1953    | Teilgebiete aus den Forstbezirken Forsthof und Eibach | 4,84          |
| 1. April 1955   | Flughafengelände und Teilgebiete aus dem Forstbezirk Zerzabelshof | 277,12        |
| 1. Januar 1956  | Akademie der Bildenden Künste und Bereitschaftspolizei | 11,13         |
| 1. Januar 1958  | Teilgebiet aus dem Forstbezirk Erlenstegen | 38,86         |
| 1. Januar 1963  | Teilgebiet aus dem Forstbezirk Forsthof | 1,54          |
| 1. Januar 1966  | Hafengelände aus dem Forstbezirk Eibach | 483,48        |
| 1. Januar 1969  | Teile von Fürth, Eibacher Forst und Worzeldorf | 251,84        |
| 1. Juli 1972    | Großgründlach, Neunhof, Brunn, Fischbach (mit Altenfurt), Katzwang, Kornburg und Worzeldorf (mit Pillenreuth) sowie von der Gemeinde Boxdorf der Teil Boxdorf, von der Gemeinde Wolkersdorf der Teil Holzheim und von der Gemeinde Schwaig der Teil Freiland | 4.508,82      |
| 1. Januar 1974  | Gemeindefreie Gebiete von Forsthof und Fischbach | 64,0          |
| 1. Juli 1974    | Teilgebiet von Tennenlohe (Stadt Erlangen) | 2,04          |
| 1. Mai 1978     | Von Kleinschwarzenlohe die Teile Steinbrüchlein und Zollhaus | 7,57          |
| 3. Juli 1978    | Teilgebiet aus Zerzabelshofer Forst | 4,11          |
| 1. Januar 1979  | Teilgebiete aus den gemeindefreien Gebieten Brunn, Fischbach und Forsthof | 54,87         |
| 1. Januar 1980  | Teilgebiet aus dem gemeindefreien Gebiet Erlenstegener Forst | 1,52          |
| 1. Januar 1980  | Ausgemeindung von Teilgebieten in das Gebiet Neunhofer Forst | −8,41         |
| 1. Januar 1980  | Teilgebiete aus den gemeindefreien Gebieten Brunn, Winkelhaid und Fischbach | 226,75        |
| 1. Januar 1982  | Ausgemeindung von Gersdorf nach Leinburg | −12,67        |
| 1. Januar 1985  | Teilgebiet aus Oberasbach | 1,57          |
| 1. Januar 1989  | Teilgebiete aus Fürth, Stadeln und Sack, gleichzeitig Ausgliederung in diese Orte | 1,12          |
| 1. Oktober 1996 | Gewerbepark Nürnberg-Feucht | 57,69         |
| 1. Januar 2003  | Neufestlegung der Grenze Nürnberg/Erlangen | −1,75         |
| Heute           | Gesamtfläche der Stadt Nürnberg | ca. 18638,32  |